# G-Collections
G-Collections é tradutor para a língua inglesa e distribuidor de jogos bishōjo Japoneses. Fundada em 2001 pelo criador de jogos bishōjo CD Bros., e lançou os primeiros títulos japoneses localizados a partir de 2002. Faz parte agora do grupo de companhias J-List/JAST USA/Peach Princess, de Peter Payne.

## Jogos
| Título                                            | Ano          | Título Original                                    |
| ------------------------------------------------- | ------------ | -------------------------------------------------- |
| Amorous Professor Cherry                          | (31-06-2008) | Binetsu Kyoushi Cherry                             |
| Bazooka Cafe                                      | (23-10-2007) | Pururun Cafe                                       |
| Cat Girl Alliance                                 | (08-02-2010) | Koneko Doumei                                      |
| Chain - The Lost Footsteps                        | (07-07-2002) |                                                    |
| Come See Me Tonight                               | (15-03-2004) | 私に今夜会いに来て (Watashi ni Konya Ai ni Kite)   |
| Come See Me Tonight 2                             | (13-08-2004) | Watashi ni Konya Ainikite 2: Oyomesan wa Hime Fujo |
| Cosplay Fetish Academy                            | (18-06-2009) |                                                    |
| Crescendo                                         | (21-10-2003) |                                                    |
| Do You Like Horny Bunnies?                        | (05-03-2003) |                                                    |
| Do You Like Horny Bunnies? 2                      | (23-03-2004) |                                                    |
| DOR                                               | (02-07-2002) |                                                    |
| Figures of Happines                               | (28-03-2005) | Shiawase no Katachi                                |
| Family Project ~Kazoku Keikaku~                   | (05-08-2009) | Kazoku Keikaku                                     |
| Heart de Roommate                                 | (18-02-2004) |                                                    |
| Hitomi - My Stepsister                            | (24-11-2004) |                                                    |
| I'm Gonna Serve You 4                             | (??-11-2003) |                                                    |
| Idols Galore!                                     | (24-09-2004) | Meshimase Idol                                     |
| Jewel Knights Crusaders                           | (12-05-2004) |                                                    |
| Kana: Little Sister                               | (02-07-2002) |                                                    |
| Kango Shicyauzo: I'm Gonna Nurse You              | (24-06-2003) |                                                    |
| Kango Shicyauzo 2: Is The Sorority House Burning? | (24-06-2003) |                                                    |
| Let's Meow Meow!                                  | (17-08-2004) |                                                    |
| Lightning Warrior Raidy                           | (08-04-2008) |                                                    |
| Lightning Warrior Raidy 2                         | (29-06-2010) |                                                    |
| Pick Me, Honey!                                   | (20-12-2004) |                                                    |
| Pretty Soldier Wars A.D. 2048                     | (20-07-2007) |                                                    |
| Private Nurse                                     | (20-11-2002) |                                                    |
| Secret Wives' Club                                | (30-07-2003) |                                                    |
| Sensei 2                                          | (07-01-2003) |                                                    |
| Slave Pageant                                     | (07-06-2004) |                                                    |
| Snow Sakura                                       | (13-12-2007) |                                                    |
| The Sagara Family                                 | (25-01-2005) |                                                    |
| Tottemo Pheromone                                 | (18-12-2002) |                                                    |
| Tsuki - Possession                                | (10-02-2003) |                                                    |
| Virgin Roster                                     | (19-12-2003) |                                                    |